# Un enfant ça trompe énormément
Un enfant ça trompe énormément (France) ou Le d'oh-réat (Québec) (Beware My Cheating Bart) est le 18e épisode de la saison 23 de la série télévisée Les Simpson.

## Synopsis
Alors que Homer oblige Milhouse et Bart à voir un film pour bébés Les Joyeux Petits Lutins II, Jimbo et sa bande qui zonent dans le centre commercial veulent aller voir un film d'horreur. Mais Shauna, la copine de Jimbo, refuse et veut aller voir un mélo avec Jennifer Aniston. Ils partent au milieu du film et sympathisent, mais Jimbo l'oblige à la chaperonner le lendemain. Le problème est que Shauna se lasse de Jimbo qu'elle trouve nul et décide de le tromper avec Bart. Jimbo voudra se venger, jusqu'à ce qu'il se fasse jeter par Shauna qui veut rester libre.
En parallèle, Homer achète un tapis de marche, TV HD intégrée mais au lieu de l'utiliser pour faire de l'exercice, il développe une sorte d'obsession pour Stranded (Bloqués dans la VF), une vieille série. Lors d'une soirée du groupe de discussion d'Homer sur Stranded, Marge casse l'ambiance en dévoilant les spoilers de la série (ce qui rend Homer fou de rage). Pour se réconcilier avec Homer, Marge lui organise donc une fête spéciale sur le thème de Stranded.